# Alispán
Az alispán (latinul: vicecomes; németül: Vizegespan) a középkori magyar vármegye ispánjának – az újkorban főispánjának – helyettese volt. A vármegye közigazgatását vezette, a főispán után ő volt a legbefolyásosabb személy. Ezt a tisztséget a legtekintélyesebb – és általában a legtehetősebb – köznemesek töltötték be.

## A hivatal története
Első említése 1113-ból származik mint curialis comes, a vicecomes elnevezés csak a 14. századtól vált általánossá. Az ispán választotta ki a várjobbágyok közül, a bíráskodásban segítette őt, de az Aranybulla (1222) szerint csak a várnépek felett ítélkezhetett. Részesedett az ispánt illető jövedelemharmadból, amit általában az ispánnal kötött familiáris szerződése rögzített.
A 14. század közepétől kezdve a távol lévő ispán helyett az alispán elnökölt a vármegyei törvényszéken. Az ő nevére érkeztek a királyi parancsok, s az okleveleket is ő állította ki a szolgabírókkal együtt. Vezető szerepe volt a megyei közigazgatásban és igazságszolgáltatásban, akik azután a vármegyeszervezet kiépítésekor a megye első emberei lettek.
A nemesek már a 15. századtól arra törekedtek, hogy beleszólhassanak a kinevezésébe, de csak a mohácsi vész (1526) után vált a nemesi önkormányzat tényleges tisztviselőjévé. Ekkortól a vármegye beleegyezése kellett a megválasztásához (1548. évi LXX. tc.). A kérdést az 1723. évi LVI. tc. rendezte: eszerint az alispánt a főispán négy jelöltje közül a vármegyei közgyűlés választotta.
Az alispán elnökölt a testületi szervekben és a vármegyei törvényszéket (sedriát) is legtöbbször ő vezette, s alkalmanként az úriszéken a megyei hatóságot képviselte, majd a 17. században kialakuló alispáni ítélőszéken is bíráskodott. Rendelkezett a megyei adminisztrációval, tisztviselőkkel, végrehajtotta a központi intézkedéseket és a vármegyei közgyűlés rendelkezéseit. Helyettese a másodalispán volt. Baranyában 1773-tól létezett ez a tisztség.
A kiegyezés után az alispán volt a vármegyei törvényhatóság első tisztviselője, a vármegye közigazgatásának vezetője, a vármegyei tisztviselőkar főnöke (1870. évi XLII. tc.). Intézkedési jogköre volt minden olyan ügyben, amelyet a jogszabály nem utalt más szervek hatáskörébe. Az 1871: XXXI tc. megszüntette a másodalispáni tisztséget. Végrehajtotta a kormány rendelkezéseit. Feladatkörét az 1886. évi XXI. tc. pontosította. Az alispánt hat évre választották. A tisztség a helyi tanácsokról szóló törvénnyel (1950. évi I. tv.) szűnt meg.